# Goniothalamus cardiopetalus
Goniothalamus cardiopetalus là loài thực vật có hoa thuộc họ Na. Loài này được (Dalzell) Hook.f. & Thomson mô tả khoa học đầu tiên năm 1855.